# Rozea diversifolia
Rozea diversifolia är en bladmossart som beskrevs av Brotherus 1929. Rozea diversifolia ingår i släktet Rozea och familjen Entodontaceae. Inga underarter finns listade i Catalogue of Life.